# Уравнения Блоха
Макроскопические уравнения, используемые для вычисления ядерной намагниченности M = (Mx, My, Mz) как функции времени с временами релаксации T1 и T2. Находят широкое применение в таких отраслях физики как ЯМР, МРТ и ЭПР. Названы в честь лауреата Нобелевской премии по физике Феликса Блоха, который впервые ввел их в 1946 году
. В литературе иногда называются уравнениями движения ядерной намагниченности.

## Уравнения в лабораторной (стационарной)системе координат
Пусть M(t) = (Mx(t), My(t), Mz(t)) ядерная намагниченность. Тогда уравнения Блоха имеют следующий вид:
{\displaystyle {\frac {dM_{x}(t)}{dt}}=\gamma (\mathbf {M} (t)\times \mathbf {B} (t))_{x}-{\frac {M_{x}(t)}{T_{2}}}}
{\displaystyle {\frac {dM_{y}(t)}{dt}}=\gamma (\mathbf {M} (t)\times \mathbf {B} (t))_{y}-{\frac {M_{y}(t)}{T_{2}}}}
{\displaystyle {\frac {dM_{z}(t)}{dt}}=\gamma (\mathbf {M} (t)\times \mathbf {B} (t))_{z}-{\frac {M_{z}(t)-M_{0}}{T_{1}}}}
здесь γ -гиромагнитное отношение, а B(t) = (Bx(t), By(t), B0 + ΔBz(t)) - напряженность магнитного поля на ядре. Z-компонента вектора В есть сумма постоянной (B0) и изменяющейся во времени ΔBz(t), использующейся в частности для пространственного разрешения ЯМР-сигнала.
× - знак векторного произведения векторов.
M0 - стационарное значение ядерной намагниченности (например при t → ∞) вдоль внешнего приложенного поля.

### Физическое обоснование
Уравнения Блоха феноменологические.
При отсутствии релаксации (то есть при T1 и T2 → ∞) уравнения Блоха упрощаются до:
{\displaystyle {\frac {dM_{x}(t)}{dt}}=\gamma (\mathbf {M} (t)\times \mathbf {B} (t))_{x}}
{\displaystyle {\frac {dM_{y}(t)}{dt}}=\gamma (\mathbf {M} (t)\times \mathbf {B} (t))_{y}}
{\displaystyle {\frac {dM_{z}(t)}{dt}}=\gamma (\mathbf {M} (t)\times \mathbf {B} (t))_{z}}
или в векторной записи:
{\displaystyle {\frac {d\mathbf {M} (t)}{dt}}=\gamma \mathbf {M} (t)\times \mathbf {B} (t)}
Это уравнение Ларморовской прецессии ядерной намагниченности M вокруг внешнего приложенного поля B.
Члены
{\displaystyle \left(-{\frac {M_{x}}{T_{2}}},-{\frac {M_{y}}{T_{2}}},-{\frac {M_{z}-M_{0}}{T_{1}}}\right)}
отвечают процессу продольной и поперечной релаксации ядерной намагниченности M.
Уравнения Блоха являются макроскопическими: они являются уравнениями движения для макроскопической ядерной намагниченности, которая может быть получена сложением отдельных ядерных магнитных моментов образца. Для описания поведения каждого магнитного момента они не пригодны.

### Альтернативная форма записи уравнений Блоха
После открытия скобок векторного произведения и введения Mxy, Вxy согласно
{\displaystyle M_{xy}=M_{x}+iM_{y}{\text{  и  }}B_{xy}=B_{x}+iB_{y}}
,получим
{\displaystyle {\frac {dM_{xy}(t)}{dt}}=-i\gamma \left(M_{xy}(t)B_{z}(t)-M_{z}(t)B_{xy}(t)\right)-{\frac {M_{xy}}{T_{2}}}}.
{\displaystyle {\frac {dM_{z}(t)}{dt}}=i\gamma \left(M_{xy}(t){\overline {B_{xy}(t)}}-{\overline {M_{xy}}}(t)B_{xy}(t)\right)-{\frac {M_{z}-M_{0}}{T_{1}}}}
Здесь i = √(-1) и :{\displaystyle {\overline {M_{xy}}}=M_{x}-iM_{y}}.
Действительная и мнимая части Mxy соответствуют Mx и My.
Mxy также иногда называется поперечной ядерной намагниченностью.

## Уравнения Блоха вовращающейся системе координат
При отсутствии релаксации (T1 and T2 → ∞) и постоянном внешнем поле, направленном вдоль оси z (B(t) = (0, 0, B0), решениями уравнений Блоха являются
{\displaystyle M_{xy}(t)=M_{xy}(0)e^{-i\gamma B_{0}t}},
{\displaystyle M_{z}(t)=M_{0}={\text{const}}}.
Таким образом, поперечная намагниченность Mxy вращается вокруг оси z с угловой частотой ω0 = γB0 против часовой стрелки. Продольная намагниченность Mz остается постоянной во времени. 
Если перейти в систему координат, вращающуюся с частотой Ω (выбор которой может быть обусловлен, например, частотой внешнего переменного поля ΔВ), то в ней решение представится в виде:
{\displaystyle M_{z}'(t)=M_{z}(t)}.
{\displaystyle M_{xy}'(t)=e^{+i\Omega t}M_{xy}(t)}.

### Уравнения движения поперечной намагниченности во вращающейся системе координат
Подставив выражение из предыдущей секции получим:
{\displaystyle {\frac {dM_{xy}'(t)}{dt}}={\frac {d\left(M_{xy}(t)e^{+i\Omega t}\right)}{dt}}=e^{+i\Omega t}{\frac {dM_{xy}(t)}{dt}}+i\Omega e^{+i\Omega t}M_{xy}=e^{+i\Omega t}{\frac {dM_{xy}(t)}{dt}}+i\Omega M_{xy}'}
Уравнения Блоха во вращающейся системе координат примут вид:
{\displaystyle {\begin{aligned}{\frac {dM_{xy}'(t)}{dt}}&=e^{+i\Omega t}\left[-i\gamma \left(M_{xy}(t)B_{z}(t)-M_{z}(t)B_{xy}(t)\right)-{\frac {M_{xy}}{T_{2}}}\right]+i\Omega M_{xy}'=\\&=\left[-i\gamma \left(M_{xy}(t)e^{+i\Omega t}B_{z}(t)-M_{z}(t)B_{xy}(t)e^{+i\Omega t}\right)-{\frac {M_{xy}e^{+i\Omega t}}{T_{2}}}\right]+i\Omega M_{xy}'=\\&=-i\gamma \left(M_{xy}'(t)B_{z}'(t)-M_{z}'(t)B_{xy}'(t)\right)+i\Omega M_{xy}'-{\frac {M_{xy}'}{T_{2}}}\end{aligned}}}
С учётом ранее принятого представления напряженности магнитного поля как суммы постоянной и переменной составляющей (Bz′(t) = Bz(t) = B0 + ΔBz(t)) уравнения окончательно принимают вид:
{\displaystyle {\begin{aligned}{\frac {dM_{xy}'(t)}{dt}}&=-i\gamma \left(M_{xy}'(t)(B_{0}+\Delta B_{z}(t))-M_{z}(t)B_{xy}'(t)\right)+i\Omega M_{xy}'-{\frac {M_{xy}'}{T_{2}}}=\\&=-i\gamma (t)B_{0}M_{xy}'-i\gamma \Delta B_{z}(t)M_{xy}'(t)+i\gamma B_{xy}'(t)M_{z}(t)+i\Omega M_{xy}'-{\frac {M_{xy}'}{T_{2}}}\\&=i(\Omega -\omega _{0})M_{xy}'(t)-i\gamma \Delta B_{z}(t)M_{xy}'(t)+i\gamma B_{xy}'(t)M_{z}(t)-{\frac {M_{xy}'}{T_{2}}}\\\end{aligned}}}
Слагаемые в правой части:
- i (Ω - ω) Mxy′(t) - Ларморовское вращение в системе координат, вращающейся с угловой частотой Ω относительно лабораторной. Обращается в ноль при Ω = ω0.
- -i γ ΔBz(t) Mxy′(t) определяет влияние неоднородности магнитного поля вдоль оси z (зависимость от ΔBz(t)) на поперечную ядерную намагниченность.
- i γ ΔBxy′(t) Mz(t) определяет поведение поперечной намагниченности при приложении переменного поперечного магнитного поля ( ΔBxy′(t) ) на ядерную намагниченность. Используется для описания эффектов импульсного ЯМР.
- - Mxy′(t) / T2 описывает понижение когерентности поперечной намагниченности со временем.

## Простые решения уравнений Блоха

### Релаксация поперечной ядерной намагниченностиMxy
Предположим:
- Внешнее магнитное поле постоянно и приложено вдоль оси z(Bz′(t) = Bz(t) = B0). Тогда ω0 = γB0, ΔBz(t) = 0 и Bxy' = 0.
- Система координат вращается относительно лабораторной с частотой Ω = ω0.

Тогда во вращающейся системе координат уравнение движения поперечной намагниченности Mxy'(t) упрощается до:
{\displaystyle {\frac {dM_{xy}'(t)}{dt}}=-{\frac {M_{xy}'}{T_{2}}}}
Решение этого уравнения:
{\displaystyle M_{xy}'(t)=M_{xy}'(0)e^{-t/T_{2}}}.
где Mxy'(0) поперечная намагниченность при t = 0.
При точном совпадении частоты ВСК с Ларморовской частотой (Ω = ω0), вектор поперечной намагниченности является постоянным.

### π/2 и π импульсы
Предположим, что:
- Продольное магнитное поле постоянно и приложено вдоль оси z. То есть Bz′(t) = Bz(t) = B0, ω0 = γB0 и ΔBz(t) = 0.
- В момент времени t = 0 на образец подается переменное поперечное магнитное поле на частоте ω0.
- Система координат вращается относительно лабораторной с частотой Ω = ω0.

{\displaystyle {\begin{aligned}{\frac {dM_{xy}'(t)}{dt}}=i(\Omega -\omega _{0})M_{xy}'(t)-i\gamma \Delta B_{z}(t)M_{xy}'(t)+i\gamma B_{xy}'(t)M_{z}(t)-{\frac {M_{xy}'}{T_{2}}}\end{aligned}}}
Путём изменения времени приложения переменного поля можно добиться прецессии ядерной намагниченности на углы π/2 и π. В результате можно можно наблюдать, например, эффект спинового эха.